# Moran (Kansas)
Moran – miasto położone w  hrabstwie Allen.